# Xylodryas
Xylodryas là một chi bướm đêm thuộc họ Geometridae.